# Cheikh Mouhamadou Moustapha Mbacké
Pour les articles homonymes, voir Mbacké.
Cheikh Mouhamadou Moustapha Mbacké, né en 1888 à Darou Salam et mort le 13 juillet 1945 à Touba est un chef religieux musulman, fils de Ahmadou Bamba Mbacké et premier khalife de la confrérie mouride.
Il succède à son père après la disparition de ce dernier en 1927.

## Biographie
Mouhamadou Moustapha est le fils  de Cheikh Ahmadou Bamba et de Sokhna Aminata Lo. Il fait ses études coraniques chez son oncle maternel Serigne Ndame Abdourahmane Lo. Après avoir mémorisé le Coran, il poursuit ses études en sciences religieuses chez Mame Thierno Birahim Mbacké et finit ses études en mystique chez son père. Il accompagne ce dernier lors de sa déportation en Mauritanie, à Thiéyène et lors de sa résidence surveillée à Diourbel. L'écrivain Paul Marty le décrit dans son livre Études sur l'islam au Sénégal comme un jeune homme instruit, intelligent et timide[réf. nécessaire].
Après le décès de son père le 19 juillet 1927, il devient officiellement premier calife des Mourides le 25 juillet 1927. Il s'attaque ensuite à la construction de la Grande Mosquée de Touba qui était l'une des dernières volontés de son père mais est confronté au manque d'infrastructure nécessaire pour livrer le matériel permettant de réaliser cet édifice. Il mobilise des milliers de disciples déterminés pour la construction d'un chemin de fer de 50 km reliant Diourbel et Touba. Il pose la première pierre de la Grande Mosquée de Touba le 4 mars 1932 mais avec l'éclatement de la Seconde Guerre mondiale en 1939 il fait arrêter les travaux.
Cheikh Mouhamadou Moustapha Mbacké meurt le 13 juillet 1945 à Touba et est inhumé près de son père dans l'enceinte de la grande mosquée qu'il a fait construire.